# 諾丁漢公園 (伊利諾伊州)
諾丁漢公園（英語：Nottingham Park）是位於美國伊利諾伊州庫克縣的一個非建制地區。該地的面積和人口皆未知。

## 地理
諾丁漢公園的座標為41°47′27″N 87°35′53″W / 41.79083°N 87.59806°W，而該地的平均海拔高度為220米（即722英尺）。